# Wielka migracja Afroamerykanów w Stanach Zjednoczonych
Wielka migracja Afroamerykanów w Stanach Zjednoczonych – ruch migracyjny Afroamerykanów w latach 1915–1930 z południowych stanów USA do północnych, środkowo-zachodnich i zachodnich stanów. Łącznie w tym okresie 1,3 mln czarnych Amerykanów opuściło południowe stany. Afroamerykanie migrowali w celu ucieczki przed rasizmem, w poszukiwaniu zatrudnienia w miastach przemysłowych oraz lepszych warunków edukacyjnych dla swoich dzieci. Niektórzy historycy inaczej określają czasowe ramy „Wielkiej migracji” (nie 1915–1930, lecz ok. 1910–1970) i dzielą ją na dwa etapy. Pierwsza Wielka Migracja w latach 1910–1940, podczas której około 1,6 mln osób opuściło swoje domy, oraz Druga Wielka Migracja, która miała miejsce w latach 1940–1970, i podczas której 5 mln czarnoskórych Amerykanów przemieściło się do nowych miejsc zamieszkania. W przeciągu ostatnich 35 lat XX wieku naukowcy zaobserwowali ruch migracyjny odwrotny, tzw. Nowa Wielka Migracja, która trwa od 1965 roku.
- 12 stanów, w których zaobserwowano największy wzrost liczby Afroamerykanów: Connecticut, Illinois, Indiana, Kalifornia, Maryland, Massachusetts, Michigan, New Jersey, Nowy Jork, Ohio, Pensylwania, Wisconsin.
- 10 stanów, w których zaobserwowano największy spadek liczby Afroamerykanów: Alabama, Arkansas, Georgia, Luizjana, Missisipi, Karolina Południowa, Karolina Północna, Teksas, Tennessee, Wirginia[2].

## Przyczyny
Kiedy Proklamacja Emancypacji została podpisana w 1863, mniej niż 8% Afroamerykanów zamieszkiwało stany północno-wschodnie oraz środkowego zachodu. W 1900 ok. 90% mieszkało w dawnych stanach niewolniczych. Podczas migracji większość Afroamerykanów opuszczających ojczyste strony migrowało do wielkich miast, głównie położonych na północnym wschodzie USA: Nowego Jorku, Filadelfii, Bostonu, Buffalo, Baltimore, Minneapolis, Detroit, Chicago, Milwaukee, Kansas City, St. Louis, Pittsburghu, Cincinnati i Cleveland, jak również do mniejszych ośrodków przemysłowych takich jak: Gary, Dayton, Toledo, Peoria, Omaha, Newark, Flint i Albany.
W latach 1910–1930 populacja Afroamerykanów w północnych stanach wzrosła o około 40%, przy czym wzrost ten dotyczył głównie największych miast. Na początku ubiegłego wieku wielkie amerykańskie miasta, jak Chicago, Nowy Jork, Detroit i Cleveland corocznie odnotowywały znaczne wzrosty liczby mieszkańców. Przyczynami tego stanu rzeczy były migracje - zarówno zewnętrzne (głównie z Europy), jak i wewnętrzne (Afroamerykanów). W konsekwencji, w obliczu ostrej konkurencji m.in. o miejsca pracy, wzrosło napięcie między Afroamerykanami i białymi (głównie nowymi imigrantami z Europy, choć także wielu białych niewykwalifikowanych robotników ze starszej imigracji obawiało się konkurencji taniej siły roboczej w postaci Murzynów). Najbiedniejsze grupy społeczne – nowi przybysze z Europy oraz Afroamerykanie konkurowały także o tanie mieszkania.
Afroamerykanie przenosili się pojedynczo lub w małych grupkach rodzinnych. Rząd nie wspierał w żaden sposób migrantów. Podstawowym czynnikiem migracyjnym były szeroko rozumiane uprzedzenia rasowe i przypadki przemocy a nawet linczowania czarnych obywateli w południowych stanach. W północnych stanach na ogół mogli znaleźć lepsze szkoły, zaś dorośli mężczyźni łatwiej mogli uzyskać prawo do głosowania w wyborach. Rozwój przemysłu spowodował większą możliwość zatrudnienia.

## Przyczyny migracji
1. Afroamerykanie opuszczali południowe stany, w celu ograniczenia dyskryminacji i rasowej segregacji; prawa te od drugiej połowy XIX wieku zapisane były w konstytucji, a zwłaszcza w lokalnym systemie prawnym tzw. Południa (Prawa Jima Crowa).
2. Plaga kwieciaka bawełnianego na polach bawełny na południu Stanów Zjednoczonych pod koniec lat 10. XX wieku sprawiła, że wiele osób zatrudnionych w rolnictwie musiało szukać alternatywnego zatrudnienia.
3. Rozwój przemysłu w obliczu wojny otworzył nowe miejsca pracy dla mieszkańców USA, niezależnie od ich pochodzenia etnicznego
4. I wojna światowa i Akt imigracyjny z 1924 (ang. Immigration Act of 1924) wprowadził ograniczenia dla imigrantów z Europy, powstające ośrodki przemysłowe w północno-wschodnich oraz środkowo-zachodnich stanach poszukiwały nowych pracowników ze względu na ich niedobór w zakładach.
5. Podczas Wielkiej powodzi nad Missisipi w 1927 wiele tysięcy Afroamerykanów zostało wysiedlonych.

## Skutki

### Zmiany demograficzne
Wielka migracja Afroamerykanów stworzyła pierwsze duże społeczność czarnych w północnych stanach USA. Szacuje się, że południowe stany w latach 1916–1918 opuściło 400 tys. czarnych Amerykanów, żeby wykorzystać wolne miejsca pracy, które pojawiły się na skutek I wojny światowej.
W 1910 roku liczba Afroamerykanów w Detroit wynosiła 6000. Na początku wielkiego kryzysu w 1929, liczba czarnych w mieście wzrosła do 120 000.
W 1910 łączna liczba ludności Chicago wynosiła 1 698 575. W 1920 liczba ludności wzrosła o więcej niż 1 mln mieszkańców. Podczas drugiej fali migracji (1940–1960) liczba czarnych wzrosła z 278 000 do 813 000. Chicago zostało uznane za czarną stolicę Ameryki.
Inne miasta, takie jak St. Louis, Cleveland, Baltimore, Filadelfia i Nowy Jork, także doświadczyły wzrostu liczby czarnych mieszkańców.
W południowych stanach wyjazd tysięcy Afroamerykanów spowodował znaczny spadek liczby czarnych obywateli. W Missisipi ich udział w populacji zmniejszył się z 56% (1910) do 37% w 1970. W Karolinie Południowej populacja Afroamerykanów spadła z 55% w 1910 do 30% w 1970.

### Dyskryminacja, warunki pracy i mieszkaniowe
Na Północy, częściej niż na Południu Afroamerykanie dzięki zdobytemu wykształceniu mogli znaleźć zatrudnienie w nowych profesjach oraz ewentualnie osiągnąć poziom klasy średniej. Jednak migranci napotykali się z różnymi formami dyskryminacji. Ponieważ tak wielu ludzi migrowało w krótkim czasie, często pojawiały się konflikty z europejskimi imigrantami, należącymi do klasy robotniczej. Murzyni i nisko opłacani imigranci z Europy stanowili wobec siebie naturalną konkurencję na rynku pracy, co skutkowało wzajemnymi oskarżeniami, m.in. o zaniżanie poziomu wynagrodzeń.
Afroamerykanie znajdywali zatrudnienie przede wszystkim w przemyśle stalowym, motoryzacyjnym, stoczniowym oraz w uboju i przetwórstwie zwierząt. Od 1910 do 1920 liczba czarnych zatrudnionych w przemyśle wzrosła niemal dwukrotnie z 500 tys. do 901 tys. Po Wielkim Kryzysie związki zawodowe zniosły segregację rasową, dzięki czemu Afroamerykanie uzyskali w latach 30 i 40. XX wieku dostęp do lepszych miejsc pracy.
Z powodu szybkiego wzrostu liczby Afroamerykanów oraz nowych imigrantów z Europy, stanowiących najuboższe warstwy społeczeństwa, pojawił się problem z dostępnością tanich domów na rynku. Obie grupy konkurowały nawet o najstarsze i najbardziej zużyte, a przez to najtańsze w wynajmie domy. Pojawiły się ograniczenia w zakresie możliwości osiedlania się w pewnych częściach miast, co było często następstwem przepełnienia dzielnic mieszkaniowych (np. w Chicago). Ograniczenia te dotyczyły zwykle ludności czarnoskórej, jednak często obejmowały też nowych białych imigrantów. W wyniku nadmiernej liczby ludności zaczęły się rozwijać przedmieścia miast, gdzie powstawały nowe osiedla mieszkaniowe. Dyskryminacja i zwiększenie kosztów utrzymania w centrach miasta ograniczyły zamieszkiwanie tych obszarów przez Afroamerykanów. Akt Mieszkaniowy z 1934 (ang. National Housing Act of 1934) przyczynił się do ograniczenia przydzielanych kredytów dla czarnych, zwłaszcza na tych obszarach, które były zamieszkiwane przez czarnych.
W okresie migrowania czarni często napotykali problemy związane ze zdobyciem mieszkania. Biali często uniemożliwiali zakup lub wynajem domów przez czarnych w białych dzielnicach. Nawet wtedy gdy czarnym udało się zakupić dom w białej dzielnicy, spotykali się z nieakceptacją ze strony białego społeczeństwa. Często dochodziło do gwałtownych wydarzeń, np.: zamieszkami przed domem czarnych, zamachami, a nawet morderstwami.
Afroamerykanie byli również mniej akceptowani z uwagi na ich południową kulturę. Różnicę kulturowe stworzyły poczucie inności wobec mieszkańców, którzy zamieszkiwali miasta przed przybyciem czarnych.